# 孟加拉国共产党（马列） (巴鲁阿)
孟加拉国共产党（马列）（孟加拉语：বাংলাদেশের সাম্যবাদী দল (মার্কসবাদী-লেনিনবাদী)）是孟加拉国的一个共产主义政党。该党起源于东巴基斯坦共产党（马列）的一个派别。该党的意识形态是共产主义、马克思列宁主义。该党的总书记是迪利普·巴鲁阿，他曾任谢赫·哈希娜内阁的工业部长。该党的总部位于达卡。该党的选举标志是一把椅子。该党曾派代表出席国际共产主义研讨会。为区别于其它也以“孟加拉国共产党（马列）”为名的政党，该党被称为孟加拉国共产党（马列） (巴鲁阿)。
1. ↑  .   [23 December 2012]. （原始内容存档于15 February 2012）.